# Duc de Cumberland

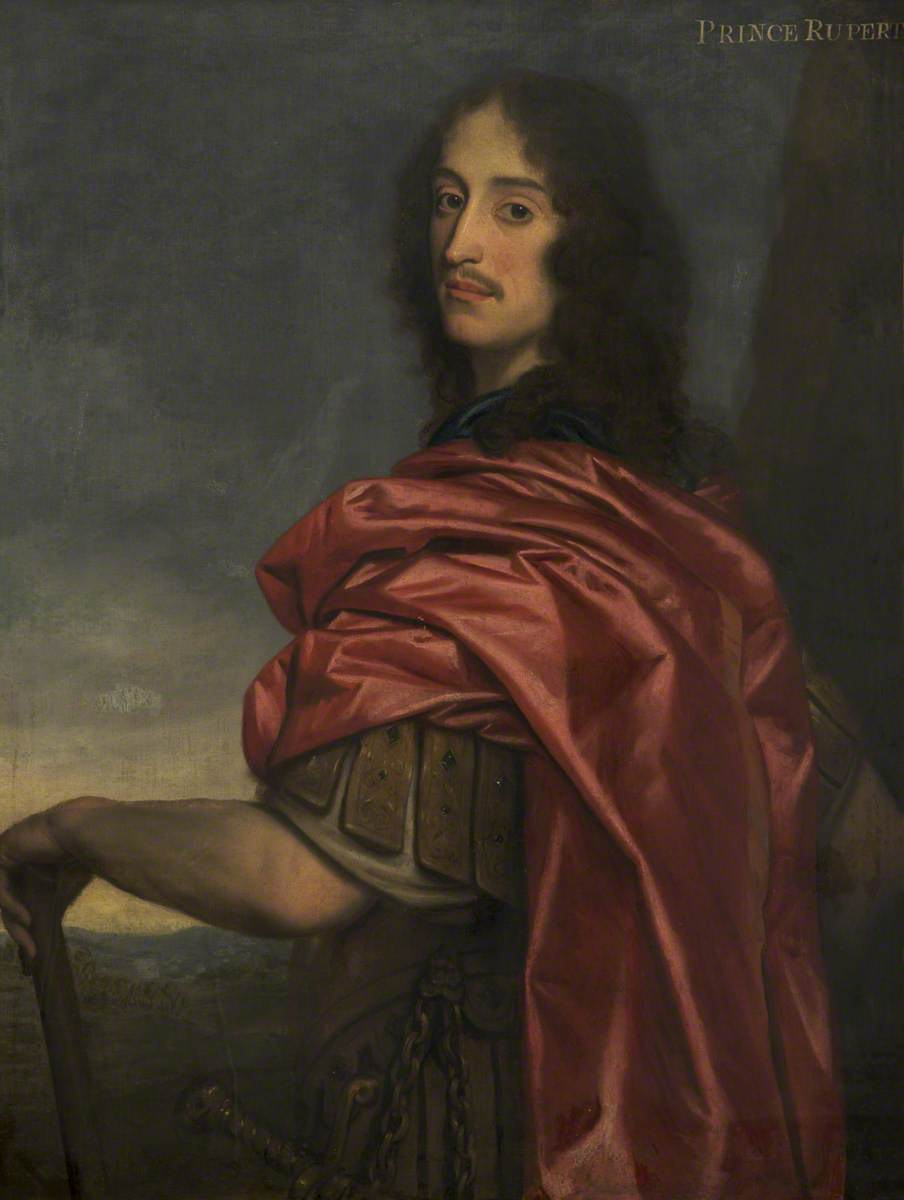
Prince Rupert du Rhin, premier créé duc de Cumberland

Le titre de duc de Cumberland est conféré aux jeunes membres de la famille royale britannique. Il fut créé deux fois dans la pairie d'Angleterre, puis dans celle du Grande-Bretagne. Il est lié au comté du Cumberland, le plus au nord-ouest de l'Angleterre.
La première création de 1644, dans la pairie d'Angleterre, fut pour le prince Rupert, neveu de Charles Ier. À sa mort, le titre fut relevé pour Georges de Danemark, prince consort de la reine Anne. Il mourut sans descendance. Aucun de ces deux ducs ne fut appelé par ce titre.
Le titre fut ensuite recréé trois fois dans la pairie de Grande-Bretagne. Il fut modifié à la quatrième création en duc de Cumberland et Strathearn, et à la dernière création en duc de Cumberland et Teviotdale
Le titre fut suspendu à cause des sympathies pro-allemandes, pendant la Première Guerre mondiale, du 3e duc. 
D'après l'Acte de confiscation des titres de 1917, la lignée mâle héritière du 3e duc a le droit de pétitionner pour restaurer ses droits sur ses titres confisqués, mais à cette date, aucun héritier ne l'a fait. 
L'héritier actuel est le prince Ernest-Auguste de Hanovre (né en 1954). Il descend directement par une lignée d'aînés mâles de George III.

## Première création (1644)
- 1644-1682 : Prince Rupert du Rhin (1619-1682), comte d'Holderness. Neveu de Charles Ier.

## Deuxième création (1689)
- 1689-1708 : Prince George de Danemark (1653-1708), consort de la reine Anne.

## Troisième création (1726)
- 1726-1765 : Prince William Augustus (1721-1765), 3e fils de George II.

## Duc de Cumberland et Strathearn (1766)
- 1766-1790 : Prince Henry Frederick (1745-1790), jeune frère de George III.

## Duc de Cumberland et Teviotdale (1799)
- 1799-1851 : Ernest-Auguste Ier de Hanovre (1771-1851), devint roi de Hanovre en 1837, 5e fils de George III;
- 1851-1878 : Georges V de Hanovre (1819-1878), roi de Hanovre (1851-1866), puis non régnant (1866-1878). Fils du précédent;
- 1878-1919 : Ernest-Auguste II de Hanovre (1845-1923), roi de Hanovre non régnant (1878). Fils du précédent.

Titre suspendu en 1919 à la suite du Titles Deprivation Act 1917.